# Tekken (filme de 2010)
 Tekken (鉄 拳) é um filme lançado em 2010 e dirigido por Dwight H. Little. O filme é baseado a partir do jogo de Tekken. O filme segue a história de Jin Kazama (Jon Foo) em sua tentativa de entrar no Torneio Punho de Ferro, a fim de vingar a perda de sua mãe, Jun Kazama (Tamlyn Tomita), confrontando seu pai, Kazuya Mishima (Ian Anthony Dale) e seu avô, Heihachi Mishima (Cary-Hiroyuki Tagawa), este último de quem ele pensava que era responsável por sua morte. Em 5 de novembro de 2009 o primeiro trailler de Tekken foi mostrado no American Film Market. Em 14 de janeiro de 2010, um trailer internacional foi lançado,  o filme estreou no Japão em 20 de março de 2010.

## Enredo
Ambientado em  2039, após duas guerras mundiais, que deixaram grande parte da civilização como a conhecemos em ruínas.
Os territórios já não são mais geridos pelos governos, mas sim por corporações, e a mais poderosa entre elas é a Corporação Tekken controlada pelo lendário Heihachi Mishima (Cary-Hiroyuki Tagawa) e seu filho Kazuya Mishima (Ian Anthony Dale). A fim de aplacar as massas ferventes de seu território, a Tekken patrocina o torneio do Punho de Ferro - em que os melhores lutadores do mundo lutam em busca do prêmio e de reconhecimento. Impelido pelo desejo de vingança Jin Kazama é eleito o escolhido do povo e luta para vingar a morte de sua mãe Jun Kazama (Tamlyn Tomita).

## Elenco
- Jon Foo - Jin Kazama
- Marian Zapico - Anna Williams
- Lateef Crowder - Eddy Gordo
- Cary-Hiroyuki Tagawa - Heihachi Mishima
- Candice Hillebrand - Nina Williams
- Kelly Overton - Christie Monteiro
- Ian Anthony Dale - Kazuya Mishima
- Roger Huerta - Miguel Caballero Rojo
- Anton Kasabov - Sergei Dragunov
- Luke Goss - Steve Fox
- Gary Daniels - Bryan Fury
- Tamlyn Tomita - Jun Kazama
- Cung Le - Marshall Law
- Darrin Dewitt Henson - Raven
- Mircea Monroe - Kara
- John Pyper-Ferguson - Boner
- Gary Ray Stearns - Yoshimitsu